# Schloss Charbrow
Schloss Chabrow (polnisch Pałac w Charbrowie) ist ein Schloss in Charbrowo, Gmina Wicko (Gemeinde Vietzig), Powiat Lęborski. Historisch gehörte der Ort zum Landkreis Lauenburg i. Pom.

## Architektur
Die Zufahrt zum Schloss führte durch ein Tor, von dem noch Pfeiler erhalten sind, die mit einem Familienwappen verziert sind. Der Mittelteil des Schlosses stammt aus dem Jahr 1660. Im 19. Jahrhundert wurde das Schloss erheblich umgebaut, wobei der verfallene Nordflügel durch das sogenannte Witwenhaus ersetzt wurde. Auch der Südflügel wurde erneuert und über einen Turm mit dem Hauptgebäude verbunden. Das Hauptgebäude erhielt 1906 einen neoklassizistischen Portikus.

## Geschichte
Im Jahr 1286 belehnte Mestwin II. von Pomerellen das Domkapitel von Leslau (Włocławek) mit dem Ort. Im Jahre 1564 erwarb Ernst von Weiher Dorf und Gut. Im 17. Jahrhundert ging der Besitz an die von Krockow. Im Jahr 1660 erwarb es Lorenz Christoph von Somnitz und ließ den Vorgängerbau des heutigen Schlosses erbauen. Somnitz war an dem Abschluss des Friedens von Oliva beteiligt, der eine wichtige Voraussetzung der Gründung des Königreichs Preußen war. Weiterer bekannter Vertreter der Familie war der Erbkämmerer Karl Hermann von Somnitz, er begann seine Laufbahn auf der Ritterakademie Brandenburg auf der dortigen Dominsel. Er war mit Adelheid von Bülow verheiratet, blieb aber kinderlos. Der Besitz konnte gehalten und vererbt werden da für Chabrow ein Fideikommiss errichtet wurde. Gutserbe wurde Paul sen. von Somnitz, verheiratet mit Viktoria verwitwete von Krause, geborene Gräfin Westarp (* 1868; † 1922). Laut Güter-Adressbuch von Pommern 1939 hatte das Rittergut, Karbrau genannt, einen beträchtlichen Umfang von 2561 ha, davon 770 ha Forsten. Zum Gut gehörte ein großer landwirtschaftlicher Betrieb. Letzter Grundbesitzer wurde Ullrich-Gottfried von Somnitz (* 1909; † 1943). Die ersten drei Kinder aus seiner Ehe mit Ingeburg von Bredow sind alle im Herrenhaus geboren, das jüngste Kind 1939 in Stolp. Nach dem Tod des Gutsbesitzers gibt es bis 1945 formell eine Erbengemeinschaft. Die Witwe heiratete nach dem Krieg den Vetter Hasso von Bredow-Buchow-Karpzow (1878–1954), Domherrn von Brandenburg.
Zum Familienschatz der von Somnitz gehörten das Hausarchiv, Ahnenporträts und wertvolle Porzellane aus der Königlich Preußischen Porzellanmanufaktur. Nach Überlieferung konnte der letzte Schlossherr diese Sammlung 1945 vor Anrücken der Roten Armee vergraben. Bis heute wurde diese Sammlung nicht wiedergefunden.